# Adjoña
Adjoña (Tenerife, Siglo XV - Tenerife, 1507) fue un aborigen guanche de la isla de Tenerife −Canarias, rey o mencey de Abona en tiempos de la conquista europea de la isla en el siglo xv.

## Antroponimia
Su nombre significa, según el filólogo e historiador Ignacio Reyes, 'hombre muy fuerte u orgulloso'. Sin embargo, hay que destacar que muchos historiadores modernos consideran que el nombre de este mencey fue inventado por Antonio de Viana para su poema épico Antigüedades de las Islas Afortunadas.
También aparece escrito en la documentación con las grafías Adxoña o Atxoña.

### Nombre cristiano
Para el historiador José de Viera y Clavijo, el mencey Adjoña fue bautizado junto con el resto de menceyes, en la iglesia del Apóstol Santiago del Realejo Alto en 1496, tomando como nombre cristiano el de Gaspar Hernández. No obstante, la documentación de la época demuestra que Gaspar Hernández fue en realidad un guanche de Anaga.
El investigador José Antonio Cebrián Latasa propuso que el mencey tomó el nombre de don Pedro de Abona, basándose para ello en que el hijo documentado del referido rey se llamó don Pedro el Mozo.

## Biografía

### Familia y descendencia
Adjoña descendía de Atguaxoña, hijo del último mencey único de Tenerife, Tinerfe, que a la muerte de este a finales del siglo xiv se había instituido como mencey del territorio de Abona. Para Viera y Clavijo, sin embargo, Adjoña era directamente hijo de Atguaxoña, y nieto, por tanto, del último mencey. 
Por los documentos de la época se sabe de varios familiares de este mencey. Tuvo, por lo menos, cuatro hijos: don Pedro, doña Ana de Abona o Márquez, doña Isabel y doña Constanza. Otros autores mencionan también a Catalina García, haciendo a los García del Castillo de Vilaflor de Chasna descendientes del último rey de Abona.
También se conoce el nombre de una hermana del Mencey, bautizada como doña Mencía, quien fue tía de Ana Gutiérrez, considerada por algunos investigadores como hija del mencey Bentor y de otra hermana desconocida de Adjoña.
Por su parte, algunos genealogistas dando por válido a Gaspar Hernández como el nombre cristiano de Adjoña, indican como hermanos del mismo a Pedro Bueno, Juan de la Casas, Catalina, Constanza y Marina Fernández, indicando que se había casado con Catalina Francisca. Otras fuentes indican que Adjoña se casó en primeras nupcias con la princesa Dácil, hija de Bencomo, y en segundas con Catalina Francisca Zapata. Su matrimonio con Dácil tuvo como descendientes a: Juan Gaspar Hernández, Dácil o Catalina Bencomo, María Gaspar y Elvira Hernández. De su matrimonio con Catalina Zapata nacieron Catalina Gaspar y Ana Hernández.

### Antes de la conquista castellana
Adjoña vivía normalmente en Vilaflor de Chasna, en el territorio de Abona,[cita requerida] aunque el historiador Juan Bethencourt Alfonso indica que la residencia del mencey estaba situada en la zona de la moderna población de El Río, en Arico.

### Conquista de Tenerife
Hacia 1490 Adjoña firmó paces con el gobernador de Gran Canaria Pedro de Vera, ratificando el acuerdo con Alonso Fernández de Lugo en 1494 poco después de su primer desembarco, convirtiendo así a su menceyato en bando de paces durante la conquista. Finalizada esta, Adjoña fue llevado a la península ibérica por Lugo para ser presentado ante los Reyes Católicos junto con el resto de menceyes. Como mencey de un bando de paces, retornó a Tenerife, donde se integraría en la nueva sociedad, muriendo antes de 1507.